# Приднепровская государственная академия строительства и архитектуры
Приднепровская государственная академия строительства и архитектуры (укр. Придніпровська державна академія будівництва та архітектури) — высшее учебное заведение IV уровень аккредитации, расположенное в городе Днепр. Основано 23 марта 1930 года.
Член Всемирной ассоциации университетов IAU (ЮНЕСКО) (1997), член Всемирной ассоциации франкоязычных университетов AUF (2006).

## История

### Екатеринославский политехнический институт (1916—1921)
После открытия в середине 1880-х годов в Екатеринославе Брянского металлургического завода и железной дороги, которая соединила Криворожский рудный и Донецкий угольный бассейны, город пережил «индустриальный взрыв», что сказалось на всех сферах его жизни. Так, с 1885 по 1915 год стремительно возросла численность населения (от 41,8 до 225,4 тыс. человек); вдвое увеличилась территория города; появилась нехватка учебных заведений. Местная интеллигенция вела борьбу за открытие в городе новых высших учебных заведений, поскольку имеющихся ‒ Высшего горного училища (преобразованного в институт в 1912 году) и Коммерческого училища (которое имело все основания реорганизоваться в институт) не хватало, чтобы подготовить специалистов высшей квалификации для промышленного города. Городская община в 1916 году активно обсуждала вопрос об открытии в городе сразу четырёх вузов ‒ классического университета, политехнического, транспортного и сельскохозяйственного институтов. Первым, как утверждает краевед В. С. Старостин, был реализован проект политехнического института, который начал свою работу 31 января 1917 года, но Устав заведения был подписан министром народного просвещения России графом П. М. Игнатьевым ещё 5 апреля 1916 года.

### Екатеринославский вечерний рабочий строительный техникум (1921—1930)
На ул. Большой Базарной (ныне — Святослава Храброго, 11) с 1921 г. учились студенты Екатеринославского вечернего рабочего строительного техникума. За годы своего существования техникум подготовил около 150 инженеров-строителей.
Техникум готовил кадры для промышленного строительства на Приднепровье. Здесь строился Днепрогэс, заводы «Запорожсталь» и «Криворожсталь», коксохимический завод ‒ в г. Днепропетровске, трубный ‒ в г. Никополе, новые шахты ‒ в Криворожском и Марганецком бассейнах. 23 марта 1930 г. Совет Народных Комиссаров УССР принял постановление об организации вечернего строительного института на базе Екатеринославского вечернего рабочего строительного техникума. Именно эту дату принято считать днем рождения Днепропетровского строительного института. Институт входил в структуру Народного комиссариата тяжелой промышленности СССР и финансировался за счет его средств. Он готовил инженеров-строителей с присвоением двух квалификаций: инженера-конструктора строительного производства и инженера промышленного и гражданского строительства. В январе-феврале 1930 г. состоялся последний выпуск инженеров Екатеринославского вечернего рабочего строительного техникума, а в мае выпуск проведен уже от имени Екатеринославского строительного института.

### ДСИ (1930—1935), ДИСИ (1935—1994), ПГАСА (с 1994)

#### 1930—1940 годы
12 июня 1930 года Совет Народных Комиссаров УССР принял решение создать на базе вечернего строительного института Днепропетровский строительный институт (ДСИ). При этом сохранялось вечернее отделение института и строительный техникум. На стационаре установили четырёхлетний срок обучения.
Одновременно с работой по набору преподавательского состава первоочередной задачей руководства было определено организацию кафедр. Осенью 1930 года было сформировано 11 кафедр: математики, строительной механики, строительных дел, геодезии, архитектуры, железобетонных конструкций, графических дисциплин, организации работ, отопления и вентиляции, социально-экономических наук, военную.
В 1931—1932 учебных годах в институте начали действовать кафедры строительных материалов, металлических и деревянных конструкций, оснований и фундаментов, теоретической механики. В 1931—1932 учебных годах действовало 11 кафедр. В 1931 г. организована аспирантура. В 1934 г. были созданы отдельные факультеты института — строительный с двумя специализациями и общетехнический. В сентябре 1935 г. учебное заведение получило новое название — Днепропетровский инженерно-строительный институт (ДИСИ). В этом же году начата подготовка специалистов по организации и производству строительных работ, строительным конструкциям, отоплению, вентиляции и сантехнике, металлическим конструкциям. В 1938 г. в ДИСИ был основан механический факультет. В начале 1939 г. в институте действовали 18 кафедр.

#### 1941—1954 годы
С началом Великой Отечественной войны преподаватели, которые имели военную специальность, были мобилизованы в действующую армию. Учебный корпус института переоборудован в эвакогоспиталь № 1789. В августе 1941 институт был эвакуирован в Новосибирск, где обучение студентов продолжалось по сокращенному сроку.
1 ноября 1943 года институт возобновил свою работу в освобожденном Днепропетровске.
Ядром профессорско-преподавательского состава института в конце 1940-х — начале 1950-х годов были ученые, чье профессиональное становление произошло ещё до 1917 года. Преподавательский коллектив пополнила большая группа выпускников института, отличников, вчерашних фронтовиков. Среди них — Н. М. Писанко, Г. И. Луста, П. А. Гагарин, И. В. Галятовский, А. П. Серко и др. Большой вклад в развитие высшего инженерно-строительного образования внесли выпускники Екатеринославского политехнического института, работая преподавателями в Днепропетровском инженерно-строительном институте: А. С. Фишман, М. Г. Фишман, М. Г. Фельдман, Б. Ш. Дубовой, И. Я. Белоцерковский.

#### 1955—1985 годы
В 1960 г. начало работать студенческое проектно-конструкторское бюро (СПКБ). Главной задачей СПКБ стало сближение учебных программ с практикой инженерного дела. С 1960 г. начали формироваться студенческие строительные отряды.
В 1964 году ректором института стал Павел Трофимович Резниченко (до него эту должность занимал Яков Рудник). В это время организованы два новых факультета — сельскохозяйственного строительства и архитектурный.
В 1980 году в институте работало 37 кафедр. В 1981 г. было начато строительство 13-этажного корпуса, который через два года был введен в эксплуатацию. Построен студенческий клуб и три студенческих общежития (№ 5, № 6, № 7, архитектор — А. Б. Петров).

#### с 1986
В 1987 году ректором был избран Владимир Большаков. Началась работа по созданию ученых советов по защите докторских диссертаций. В 1990 г. был создан международный отдел. В 1992 году начал работу экономический факультет. Была создана Приднепровская государственная академия строительства и архитектуры на базе Днепропетровского инженерно-строительного института в 1994 году.
В 2018 году ректором ПГАСА был избран профессор Николай Савицкий.

## Факультеты
- Архитектурный факультет
- Факультет информационных технологий и механической инженерии
- Строительный факультет
- Факультет гражданской инженерии и экологии
- Экономический факультет
- Учебно-научный институт инновационных образовательных технологий (УНИИОТ)

С марта 1960 года выпускается вузовская газета «Молодий будівельник» («Молодой строитель»). Газета выходит два раза в месяц тиражом более 1000 экземпляров.